# Europeiska språkdagen
Den europeiska språkdagen firas varje år sedan 2002 den 26 september. Temadagen proklamerades den 6 december 2001, vid slutet av Europeiska språkåret (2001), som organiserades gemensamt av Europarådet och EU. Syftet med dagen är att öka medvetenheten om Europas språk, uppmuntra till flerspråkighet och språkinlärning livet igenom samt uppmärksamma hur viktigt det är att lära sig språk. I Sverige och många andra länder uppmärksammas dagen genom att många språkcaféer anordnas under dagen. För den svenska språkdelen anordnar ONLINE SWEDISH årligen ett digitalt språkcafé.